# Küküllőkőrös
Küküllőkőrös (románul: Curciu, németül: Kirtsch) település Romániában, Szeben megyében.

## Története
A falu környékén újkőkorszaki, bronzkori, vaskori és római kori leleteket tártak fel. A település első írásos említése 1322-ből származik. Neve a történelmi dokumentumokban Keureus (1322), Keureusteluk (1331) illetve Kewwrews (1507), Nagykeoreoss (1587) formában fordul elő.
Középkori katolikus lakossága a reformáció idején lutheránus lesz, a templommal együtt. A 18. században evangélikus anyaegyház volt.

## Lakossága
1850-ben 951 lakosából 629 román, 285 német volt. 1992-re a német lakosságot részben cigányok váltották fel: a falu 800 lakosból 560 románnak, 133 németnek és 104 cigánynak vallotta magát.
A felekezeti megoszlást illetően, 1850-ben a falut 516 ortodox, 288 evangélikus és 147 görögkatolikus lakta. 1992-re görögkatolikus alig maradt, az 528 ortodox és 116 evangélikus mellett 148 fős pünkösdi közösség található.

## Látnivalók
A szász evangélikus gyülekezet háromhajós csarnokrendszerben épült gótikus temploma a 14. század első feléből származik. A mellékhajók és a lapos mennyezetű főhajó magassága azonos. A főhajót az  oldalhajóktól csúcsíves árkádok választják el. A főhajó eredetileg boltozatos volt, a szentély megőrizte kőbordás kereszthálós boltozatát. A négyzetes toronyból bejárat nyílik mind a három hajóba. A nyugati kapu román stílusú; az oszlopfőkön majmok, emberi maszk, szőlőfürtök, disznófej, kutya, bibliai jelképek láthatók. A templomfal nem maradt meg egészében, de a keleti oldalon látható még a kaputorony, mellette kápolna csatlakozik a várfalhoz.